# 汉宝德
漢寶德（1934年8月19日—2014年11月20日）山東日照人，臺灣知名建築師、建筑教育學者，曾任東海大學建築系系主任、國家文化藝術基金會董事長、中華民國博物館學會理事長、漢光建築師事務所主持人等職，並籌設國立自然科學博物館與國立臺南藝術學院，對台灣建築界與博物館界貢獻良多。
2014年10月24日出席國立歷史博物館「築人間—漢寶德八十回顧展」開幕，自謙之詞備受推崇：「我做事的態度是很癡的。癡就是執著，長於自我反省。我不是聰明人，遇事反應很慢。我的長處就是把事情做到底，不完成絕不罷休」。漢寶德被譽為台灣現代建築思想的啟蒙者，引領台灣接軌國際現代建築。著有《漢寶德談美》、《寫給青年建築師的信》、《設計型思考》、《科學與美感》、《風情與文物》、《築人間：漢寶德回憶錄》等諸多著作。

## 經歷

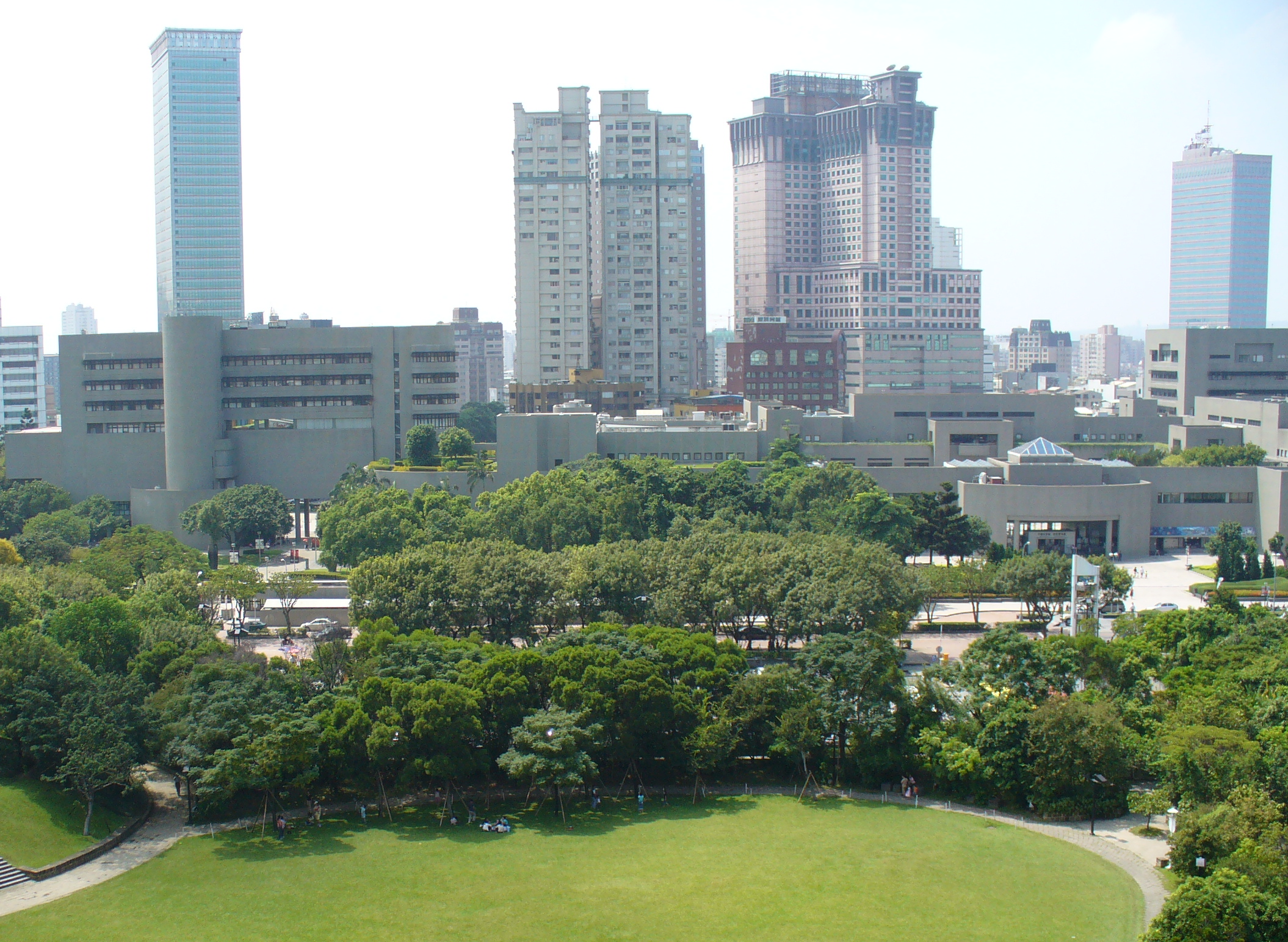
國立自然科學博物館

漢寶德赴美留學獲得哈佛大學建築碩士與普林斯頓大學藝術碩士後返台擔任東海大學建築系主任、國立中興大學理工學院院長，籌設國立自然科學博物館並出任館長長達十四年，籌設國立台南藝術學院並擔任首位校長，並歷任國家文化藝術基金會董事長、中華民國博物館學會理事長、世界宗教博物館館長、行政院文化建設委員會委員、臺北市政府文化局顧問、漢光建築師事務所主持人等。
1988年漢寶德舉辦臺灣第一次關於議立《博物館法》的座談會，並於1990年成立「博物館法研擬委員會」，漢寶德和張譽騰等人起草的《博物館法》草案於1993年初定案但始終未能完成立法，《博物館法》至2015年6月15日三讀通過。
2014年11月20日病逝於臺大醫院，享壽80歲。由其擔任召集人創辦的國立臺南藝術大學設有漢寶德紀念館，建築由其學生姚仁喜設計、校方提供土地、家屬出資興建，於2018動土、2022年落成開幕。
- 1967-1977東海大學建築系教授
- 1977-1982國立中興大學理工學院院長
- 1981-1987國立自然科學博物館籌備處主任
- 1987-1995國立自然科學博物館 館長
- 1995-1996國立臺南藝術學院（現國立臺南藝術大學）籌備處主任
- 1996-2000國立臺南藝術學院創校校長及兼博物館學研究所所長
- 1998-2001國家文化藝術基金會董事長
- 2000帝門藝術教育基金會董事長
- 2001國家文化藝術基金會董事長
- 2001當代藝術基金會董事長
- 2001中華民國總統府國策顧問
- 2001當代藝術館館長
- 2003-2008世界宗教博物館館長
- 2008-2014中華民國總統府資政

## 獲獎
- 2014 第34屆行政院文化獎
- 2012 第二屆國家文化餈展保存獎終身成就獎
- 2010 中國建築傳媒奬傑出成就獎
- 2009 雜誌專欄金鼎𨫥
- 2008 台灣大學榮譽博士
- 2006 第十屆國家文藝獎,第一屆建築獎  （页面存档备份，存于）
- 1994 敎育部一等文化獎章

## 建築作品

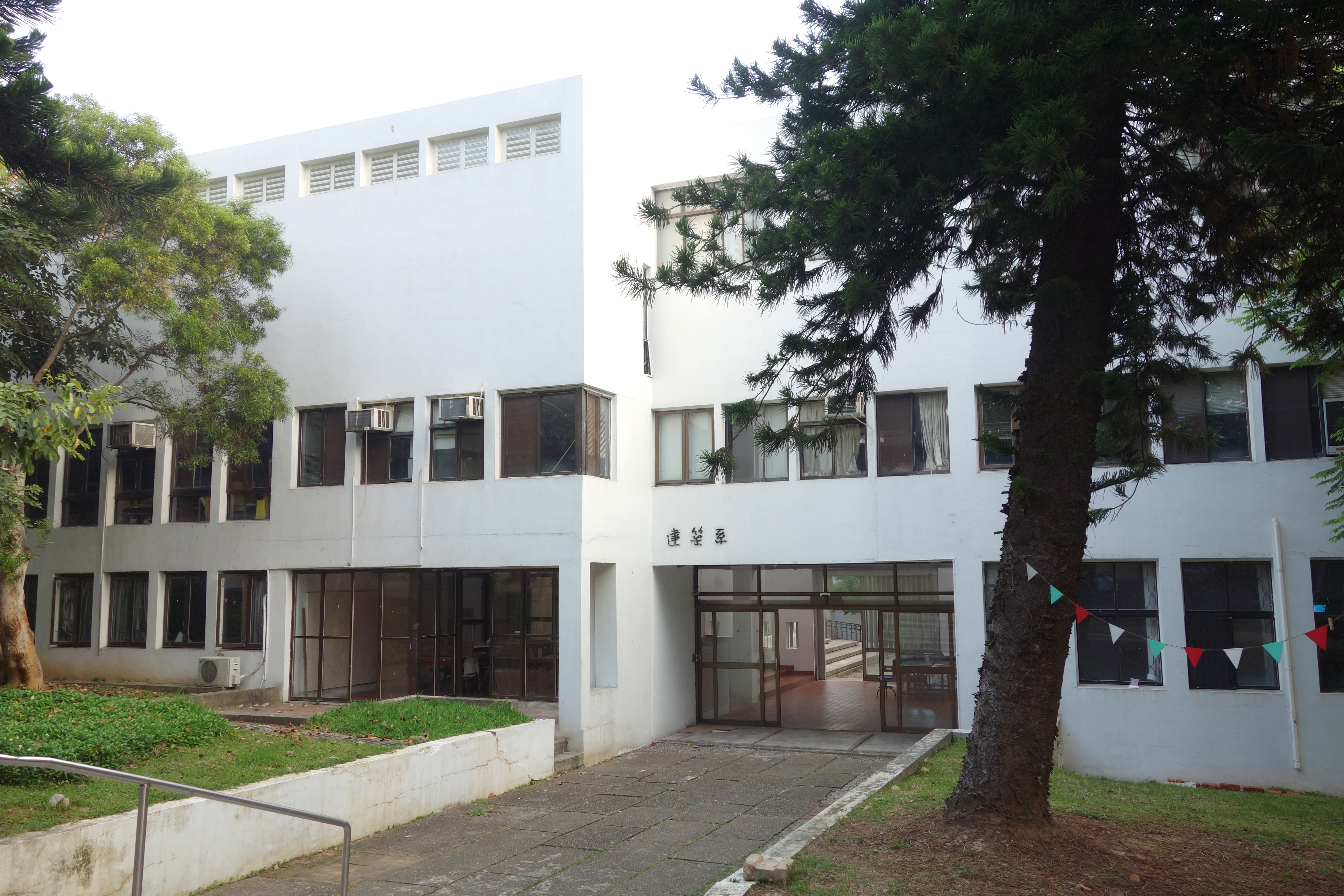
東海大學建築系系館，由漢寶德擔任系主任時設計興建

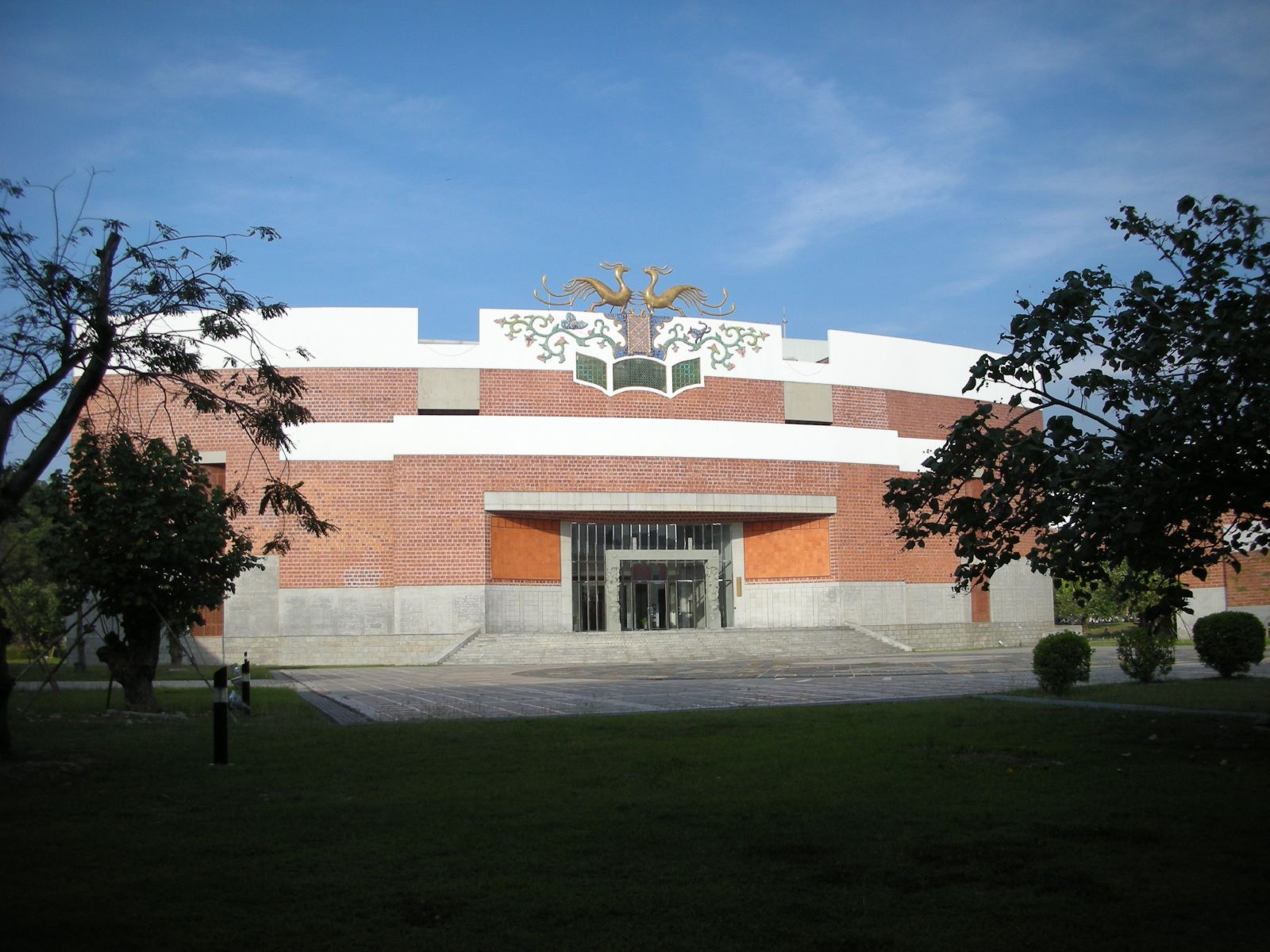
漢寶德設計的國立臺南藝術大學圖書館

漢寶德的代表性建築設計作品有東海大學建築系新系館、救國團墾丁青年活動中心、澎湖觀音亭青年活動中心、中橫洛韶山莊、溪頭活動中心、天祥青年活動中心，以及為聯合報創辦人王惕吾為紀念其父王芾南設計的新竹南園等。
| 國家 | 城市   | 作品                                   | 年份      | 圖片                              |
| ---- | ------ | -------------------------------------- | --------- | --------------------------------- |
| 臺灣 | 臺北市 | 民族晚報                               | 1968      |                                   |
| 臺灣 | 臺北市 | 陳立夫住宅                             | 1968      |                                   |
| 臺灣 | 臺中市 | 救國團台中學苑                         | 1969      |                                   |
| 臺灣 | 臺北縣 | 私立辭修中學校舍                       | 1971      |                                   |
| 臺灣 | 花蓮縣 | 秀林鄉 洛韶山莊                        | 1972      |                                   |
| 臺灣 | 臺中市 | 東海大學視聽大樓                       | 1972      |                                   |
| 臺灣 | 臺中市 | 東海大學建築系新系館                   | 1976      |                                   |
| 臺灣 | 南投縣 | 溪頭青年活動中心                       | 1976      |                                   |
| 臺灣 | 花蓮縣 | 秀林鄉天祥青年活動中心                 | 1978      |                                   |
| 臺灣 | 澎湖縣 | 救國團澎湖金龍頭青年活動中心           | 1978      |                                   |
| 臺灣 | 臺北市 | 聯合報第二大樓                         | 1981      |                                   |
| 臺灣 | 彰化市 | 彰化縣立文化中心                       | 1983      |                                   |
| 臺灣 | 屏東縣 | 救國團墾丁青年活動中心                 | 1983      |                                   |
| 臺灣 | 澎湖縣 | 救國團觀音亭青年活動中心               | 1984      |                                   |
| 臺灣 | 臺北市 | 中央研究院民族所                       | 1985      |                                   |
| 臺灣 | 新竹縣 | 新竹南園                               | 1985      |                                   |
| 臺灣 | 臺南市 | 台南藝術學院圖書館                     | 1996      |                                   |
| 臺灣 | 彰化縣 | 彰化孔廟（古蹟修復工程）               | 1990~2000 |                                   |
| 臺灣 | 新北市 | 板橋林家花園（古蹟修復工程）           | 1990~2000 |                                   |
| 臺灣 | 彰化縣 | 鹿港古市街：鹿港龍山寺（古蹟修復工程） | 1990~2000 | 鹿港龍山寺 - 八卦藻井、彩繪龍形。 |

## 主要著作
| 年份       | 書名                                     | 出版社           | ISBN          |
|            | 《都市的幻影》                           |                  |               |
|            | 《建築的精神向度》                       |                  |               |
|            | 《透視建築》                             |                  |               |
|            | 《細說建築》藝術與生活叢書               |                  |               |
|            | 《建築與文化近思錄》                     |                  |               |
|            | 《不耐平凡》                             |                  |               |
| 2000年8月  | 《博物館管理》                           | 田園城市出版社   | 9789578440968 |
| 2000年8月  | 《展示規劃：理論與實務》                 | 田園城市出版社   | 9789578440982 |
| 2004年4月  | 《漢寶德談美》                           | 聯經出版         | 9789570827033 |
| 2007年11月 | 《談美感》                               | 聯經出版         | 9789570831948 |
| 2012年3月  | 《設計型思考 （页面存档备份，存于）》    | 聯經出版         | 9789863200451 |
| 2012年9月  | 《築人間──漢寶德回憶錄》                 | 天下文化出版     | 9789863200451 |
| 2004年10月 | 《給青年建築師的信》                     | 聯經出版         | 9789570827552 |
|            | 《斗拱的起源》                           |                  |               |
|            | 《明清建築二論》                         |                  |               |
| 2006年10月 | 《漢寶德談文化》                         | 典藏藝術家庭     | 9789867519849 |
| 2001年7月  | 《為建築看相》                           | 藝術家出版社     |               |
| 2006年5月  | 《風水與環境》                           | 大塊文化出版     |               |
| 2007年9月  | 《認識建築》[建築書房-寫給大家的建築書]  | 藝術家出版社     |               |
| 2010年4月  | 《如何培養美感》                         | 聯經出版         | 9789570835618 |
| 2010年10月 | 《漢寶德的人文行腳》                     | 博雅書屋         |               |
| 2011年1月  | 明朝的生活美學《閒情偶寄》               | 網路與書出版     |               |
| 2012年9月  | 《築人間─2012年全新增訂版》              | 天下文化出版     |               |
| 2012年9月  | 《建築母語》                             | 天下文化出版     |               |
| 2012年11月 | 《建築．生活容器：漢寶德談台灣當代建築》 | 暖暖書屋出版     |               |
| 2013年4月  | 《東西建築十講》                         | 遠見天下文化出版 |               |
| 2013年8月  | 《建築．歷史．文化：漢寶德論傳統建築》   | 暖暖書屋出版     |               |
| 2014年9月  | 《漢寶德：境象風雲 寫藝人生》            | 暖暖書屋出版     |               |
| 2014年10月 | 《文化與文創》                           | 聯經出版         | 9789570844511 |

## 相關展覽
| 年份 | 展覽名稱                                         | 主辦單位                     | 相關連結                        |
| 2024 | 《「書藝人間—漢寶德書寫之美」特展》              | 國立歷史博物館               | 展覽連結 （页面存档备份，存于） |
| 2024 | 《AI x 3D科博至『寶』─紀念漢寶德館長線上檔案展》 | 國立自然科學博物館           | 線上展 （页面存档备份，存于）   |
| 2024 | 《「漢先生畫重點：從漢先生的視角看建築」特展》   | 世界宗教博物館               | 展覽連結 （页面存档备份，存于） |
| 2024 | 《形色質美：漢寶德的建築》                       | 國立臺灣博物館               | 展覽連結 （页面存档备份，存于） |
| 2023 | 常設展《青山餘韻》                               | 國立臺南藝術大學漢寶德紀念館 | 網站 （页面存档备份，存于）     |
| 2014 | 《築人間－漢寶德八十回顧展》                     | 國立歷史博物館               | 展覽連結 （页面存档备份，存于） |

## YouTube
- YouTube上的漢寶德播放列表
- YouTube上的漢寶德播放列表

## 外部連結
- .   [2015-08-02]. （原始内容存档于2003-04-05）.
- .   [2015-08-02]. （原始内容存档于2020-08-11）.
- 境與象-漢寶德紀念論壇的Facebook專頁.[2015-08-02].